# 이지민 (축구 선수)
이지민(李智旼, 1993년 9월 4일 ~ )은 대한민국의 축구 선수이며 포지션은 수비수이다.

## 클럽 경력
2015년 아주대학교를 중퇴하고 전남 드래곤즈에 자유계약으로 입단하였다. 3월 14일 성남과의 경기에서 프로 데뷔전을 치른 것을 시작으로 2015 시즌 리그 14경기에 출전하여 1골을 기록하였다.

## 국가대표팀 경력
2014년 신태용 감독이 이끄는 U-23 대표팀 소속으로 프랑스에서 열린 툴롱컵에 참가하였다.